# Masgiven
Masgiven est un fonctionnaire, d'origine berbère, du royaume des Maures et des Romains au début du VIe siècle. Il est décrit comme un préfet militaire dans une inscription selon laquelle il a construit, en 508, un fort à Altava, en Maurétanie césarienne, sous l'autorité du roi des Maures et des Romains, Masuna.

## Référencement